# Adi Gafni
Adi Gafni –en hebreo, אדי גפני– es una deportista israelí que compitió en piragüismo en la modalidad de aguas tranquilas. Ganó una medalla de bronce en el Campeonato Mundial de Piragüismo de 2002, en la prueba de K2 1000 m.

## Palmarés internacional
| Campeonato Mundial | Campeonato Mundial | Campeonato Mundial | Campeonato Mundial |
| Año                | Lugar              | Medalla            | Competición        |
| ------------------ | ------------------ | ------------------ | ------------------ |
| 2002               | Sevilla (España)   | Medalla de bronce  | K2 1000 m          |